# Plethron
Das Plethron war ein altgriechisches Längenmaß und auch Maß für das gleichnamige Ackermaß.

## Länge
- 1 Plethron = 100 Fuß = 30,83 Meter[1]
- 1 Plethron = 10.000 philet. Fuß = 14.400 röm. Fuß[2]
- 5 Aurura = 1 Plethron

## Fläche
Als Flächenmaß Plethron wäre es richtiger mit Quadrat-Plethron zu bezeichnen gewesen.
- 1 Plethron = 4 Azuren = 10.000 Olympische Quadratfuß = 10.256 engl. Quadratfuß = 950  Quadratmeter[1]
- 1 Plethron = 100 Quadrat-Pertica = 14.400 Quadrat-Fuß (röm.)[3]
- 1 Plethron = 60 babylonische Ellen[4]

Das größere Maß war die Defsätine, die 11,466 Plethren entsprach.
Das Plethron wurde durch das neugriechische Ackermaß Stremma abgelöst.
- 1 Stremma = 10.000 engl. Quadratfuß =  ½ Loof

Die Dessätine hatte nun 11,76 Stremen.